# واولت دو لوگنی
واولت دو لوگنی (به فرانسوی: Vault-de-Lugny) یک کمون در فرانسه است که در Canton of Avallon واقع شده‌است.

## خصوصیات
واولت دو لوگنی ۱۵٫۲۰ کیلومترمربع مساحت و ۳۳۳ نفر جمعیت دارد.